# Demetri Quitres
Demetri Quitres (grec antic: Δημήτριος Χύτρας, llatí: Demetrius Chytras) fou un filòsof cínic nadiu d'Alexandria que va viure en el regnat de Constanci II. Acusat de pràctiques prohibides l'emperador va ordenar que fos torturat, cosa que va suportar molt bé com a bon filòsof, i després fou alliberat. En parla Ammià Marcel·lí.
Probablement és la mateixa persona mencionada per l'emperador Julià amb el nom de Quitró.